# Serengueti

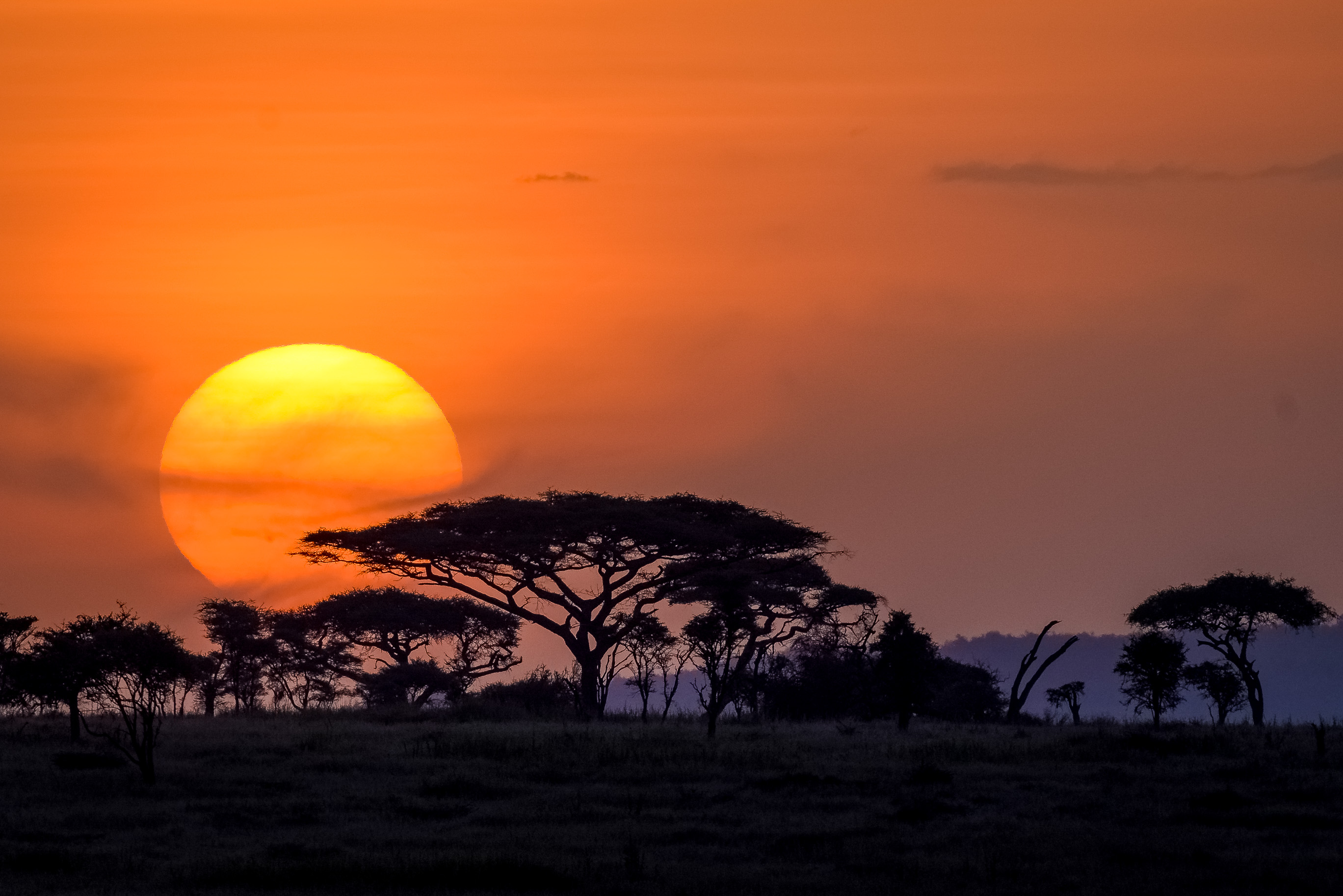
Un espino paraguas silueteado por el sol poniente cerca del campamento Seronera.

Mapa de Tanzania con los parques nacionales del país, incluido el Parque Nacional del Serengeti.

El ecosistema del Serengueti es una región geográfica de África que abarca las regiones de Mara y Arusha, en Tanzania. La zona protegida de la región comprende aproximadamente 30.000 km² de superficie, incluido el Parque Nacional del Serengueti y varias reservas de caza. El Serengueti acoge la segunda mayor migración de mamíferos terrestres del mundo, lo que contribuye a que sea considerada una de las Siete Maravillas Naturales de África.
El Serengueti también es famoso por su gran población de leones y es uno de los mejores lugares para observar manadas en su entorno natural. En él se encuentran aproximadamente 70 especies de grandes mamíferos y 500 especies de aves. Esta gran diversidad se debe a la variedad de hábitats, como bosques ribereños, pantanos, kopjes, praderas y bosques. Ñus azules, gacelas, cebras y búfalos son algunos de los grandes mamíferos más comunes de la región.
En el Serengeti también se encuentra el Distrito del Serengueti de Tanzania.
A menudo se dice que el nombre "Serengueti" deriva de la palabra "seringit" de la lengua masái, Maa, que significa "llanuras infinitas". Sin embargo, esta etimología no aparece en los diccionarios Maa.

## Historia
Durante siglos, el Serengeti estuvo escasamente habitado, ya que las especies salvajes africanas deambulaban libremente por las vastas llanuras. Sin embargo, esto cambió cuando los pastores nómadas masái empezaron a emigrar a la zona a principios del siglo XIX.
Fueron perjudicados por la sequía y las enfermedades. Miles murieron en la década de 1880 a causa de una epidemia de cólera y en 1892 por la viruela. La peste bovina acabó con el ganado que poseían. Más adelante, en el siglo XX, el gobierno de Tanzania reubicó a los masai alrededor del cráter Ngorongoro. La caza furtiva, y la ausencia de incendios (provocados por el hombre), permitieron el desarrollo de densos bosques y matorrales durante los 30-50 años siguientes. Las poblaciones de moscas tsetsé impidieron ahora cualquier asentamiento humano significativo en el área.
A mediados de los años setenta, las poblaciones de ñus y búfalos de El Cabo se recuperaron y comenzaron a segar la hierba, reduciendo la cantidad de combustible disponible para los incendios. La menor intensidad de los incendios ha permitido que la acacia vuelva a establecerse.
En el siglo XXI, los programas de vacunación masiva contra la rabia de los perros domésticos en el Serengueti no sólo han evitado indirectamente cientos de muertes humanas, sino que también han protegido especies silvestres como el perro salvaje africano, en peligro de extinción.

## Gran migración

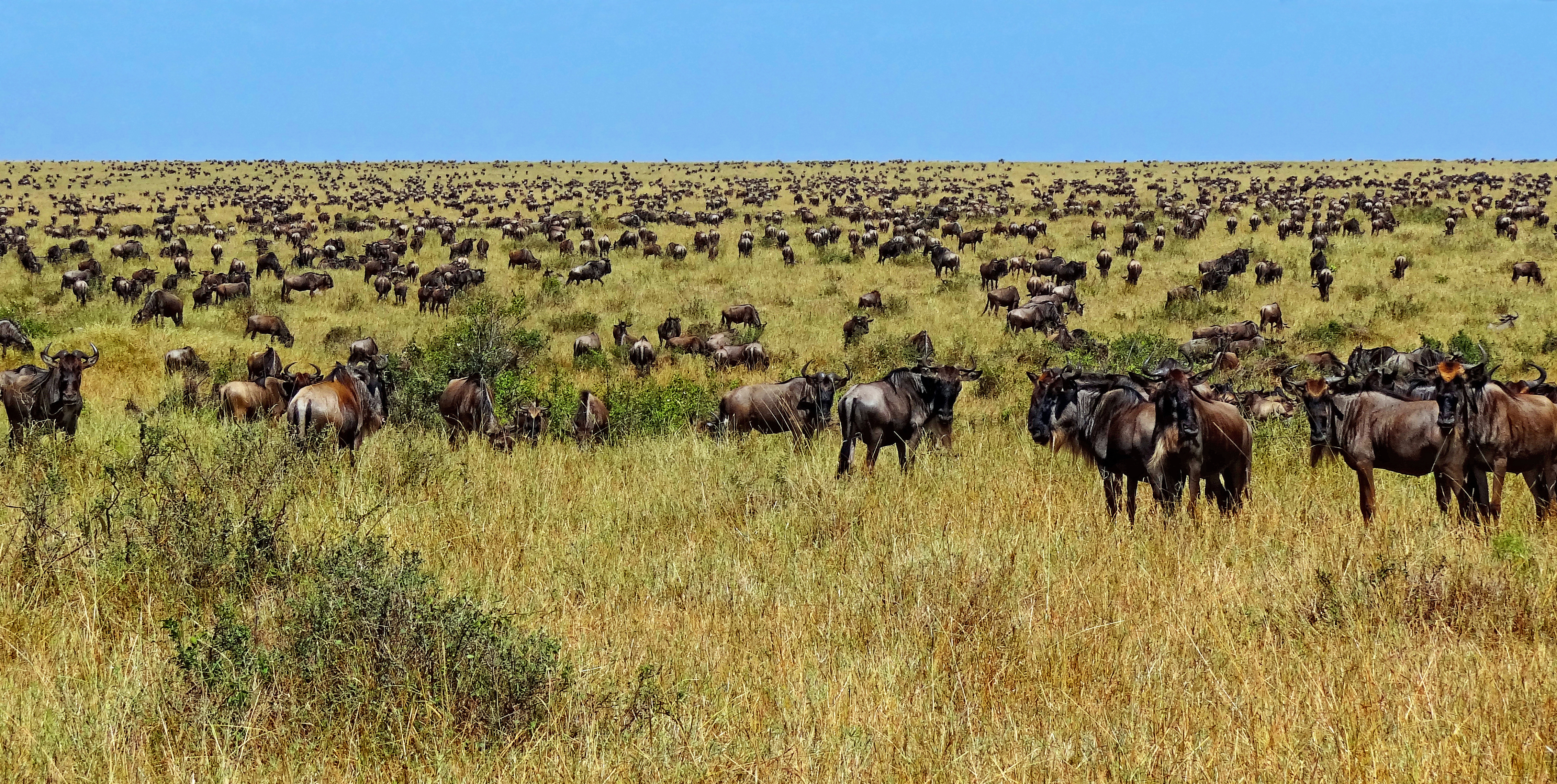
Ñus en migración.

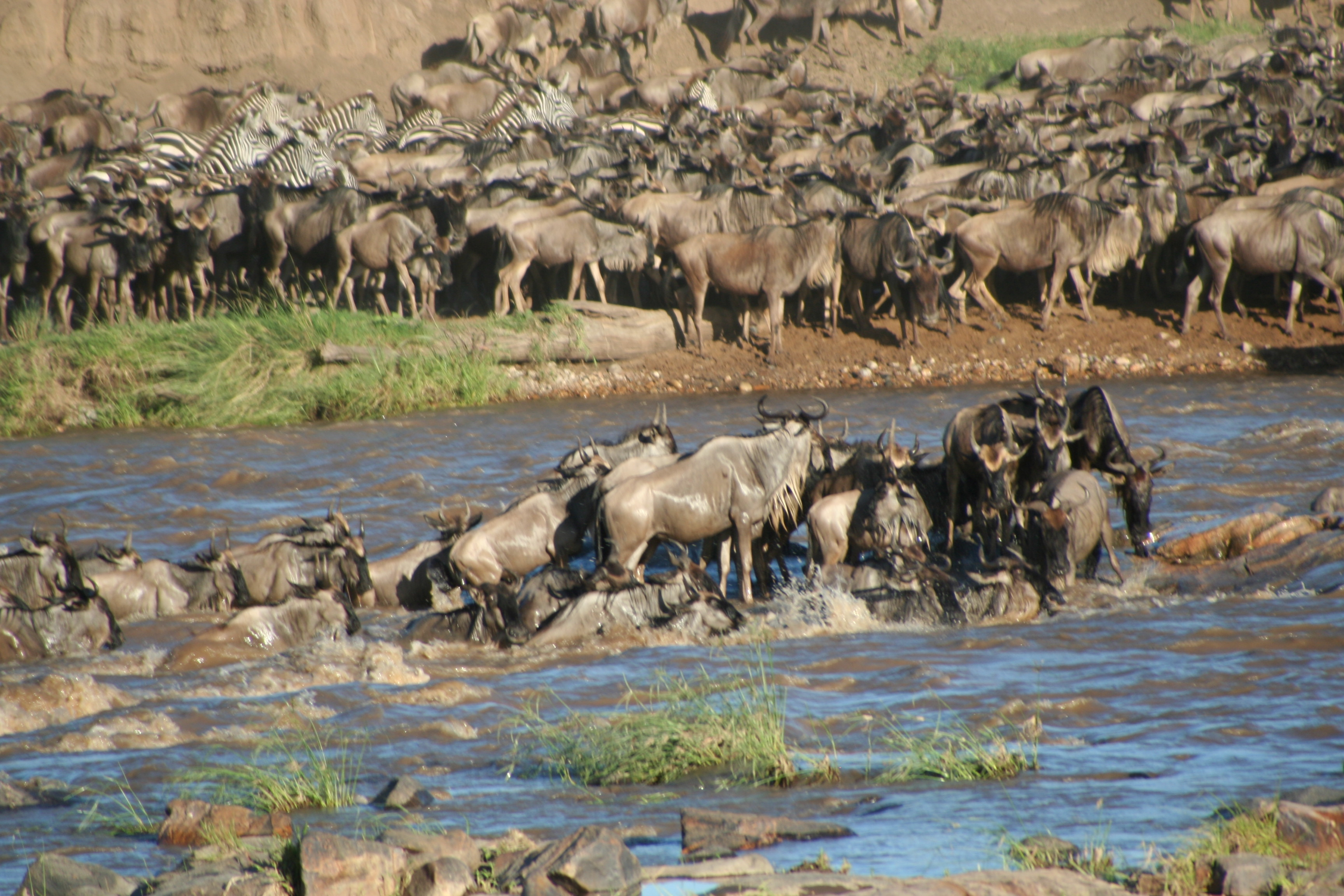
Ñus cruzando el río durante la migración al Serengueti.

Todos los años por la misma época, la gran migración circular de los ñus comienza en la Zona de conservación del Ngorongoro, en el sur del Serengueti (Tanzania), y gira en el sentido de las agujas del reloj a través del Parque Nacional del Serengueti y hacia el norte, en dirección a la reserva de Masai Mara (Kenia). Esta migración se produce de forma natural, por la disponibilidad de pastos. La fase inicial dura aproximadamente de enero a marzo, cuando comienza la época de cría, un momento en el que hay abundante hierba madura por la lluvia disponible para las 260.000 cebras que preceden a 1,7 millones de ñus y los siguientes cientos de miles de otros animales de las llanuras, incluidas unas 470.000 gacelas.
Durante el mes de febrero, los ñus se encuentran en las llanuras de hierba corta de la parte sureste del ecosistema, pastando y dando a luz a unas 500.000 crías en 2 o 3 semanas. Nacen pocas crías antes de tiempo y, de éstas, casi ninguna sobrevive, en gran parte porque las crías muy jóvenes son más llamativas para los depredadores cuando se mezclan con crías mayores del año anterior. Cuando terminan las lluvias en mayo, los animales empiezan a desplazarse hacia el noroeste, a las zonas próximas al río Grumeti, donde suelen permanecer hasta finales de junio. Los cruces de los ríos Grumeti y Mara a partir de julio son una popular atracción de safari porque los cocodrilos están al acecho. Las manadas llegan a Kenia a finales de julio/agosto, donde permanecen el resto de la estación seca, con la salvedad de que las gacelas de Thomson y Grant sólo se desplazan en dirección este/oeste. A principios de noviembre, con el inicio de las breves lluvias, la migración comienza a desplazarse de nuevo hacia el sur, a las llanuras de hierba corta del sureste, llegando normalmente en diciembre con tiempo suficiente para el parto en febrero.
Unos 250.000 ñus mueren durante el viaje desde Tanzania hasta la Reserva Nacional de Masai Mara, en el suroeste de Kenia, un total de 800 kilómetros. Suelen morir de sed, hambre, agotamiento o depredación, incluso por grandes felinos.

## Ecología

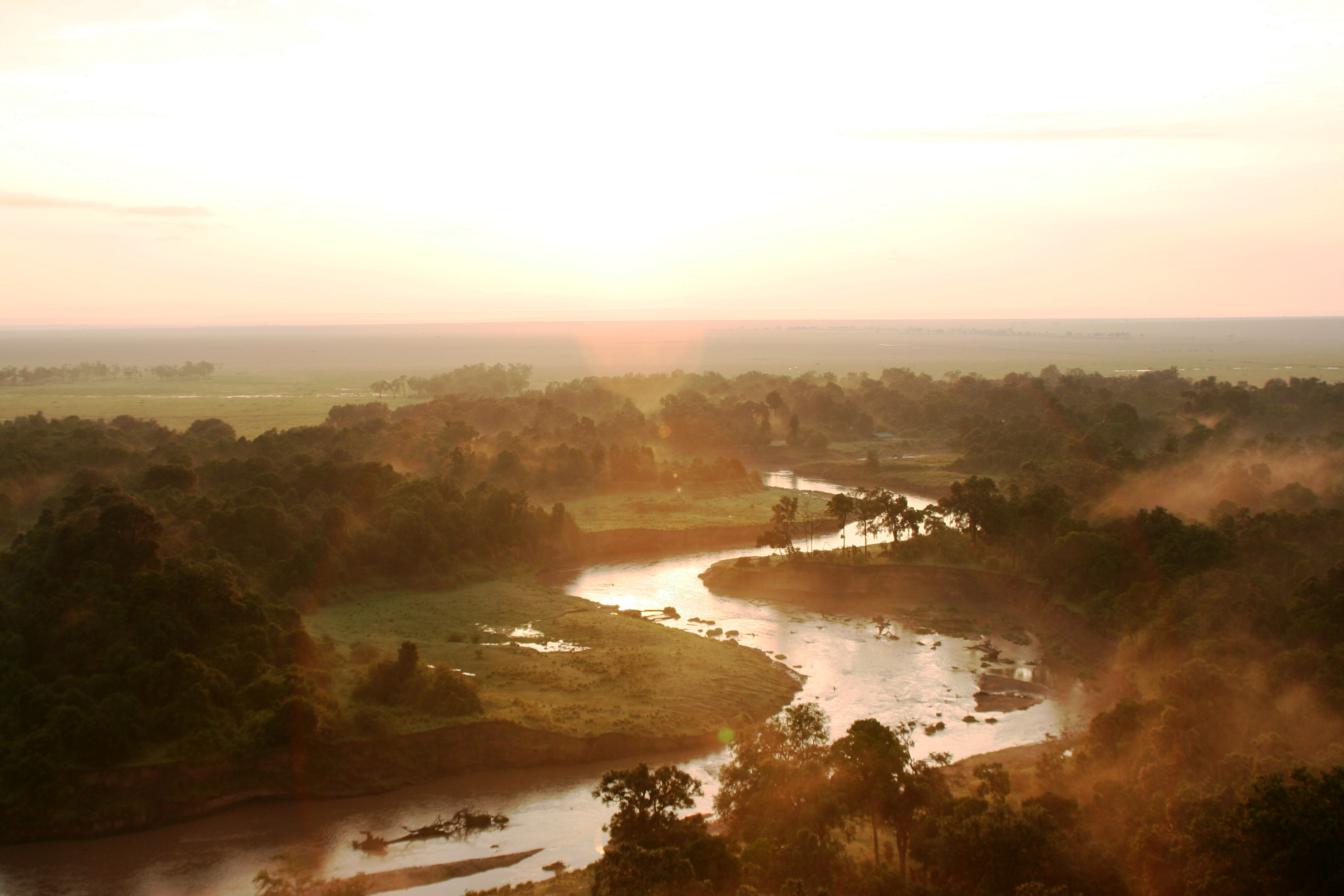
El río y las llanuras del Serengueti.

El Serengueti cuenta con algunas de las mejores zonas de caza de África Oriental. Además de ser conocido por la gran migración, el Serengueti también es famoso por sus abundantes grandes depredadores. El ecosistema alberga más de 3.000 leones, 1.000 leopardos africanos y entre 7.700 y 8.700 hienas manchadas (Crocuta crocuta). El guepardo de África Oriental también está presente en el Serengueti.
Los perros salvajes africanos son relativamente escasos en gran parte del Serengueti. Esto es especialmente cierto en lugares como el Parque Nacional del Serengueti (donde se extinguieron en 1992), en el que abundan los leones y las hienas manchadas, depredadores que roban las presas de los perros salvajes y son una causa directa de su mortalidad.
El Serengueti también alberga una gran diversidad de herbívoros, como el búfalo del Cabo, el elefante africano, el facóquero, la gacela de Grant, el eland, el antílope acuático y el topi. El Serengueti puede albergar esta notable variedad de herbívoros sólo porque cada especie, incluso las estrechamente emparentadas, tiene una dieta diferente. Por ejemplo, los ñus prefieren consumir hierbas más cortas, mientras que las cebras de llanura prefieren hierbas más altas. Del mismo modo, los dik-diks se alimentan de las hojas más bajas de los árboles, los impalas de las hojas más altas y las jirafas de las hojas aún más altas.

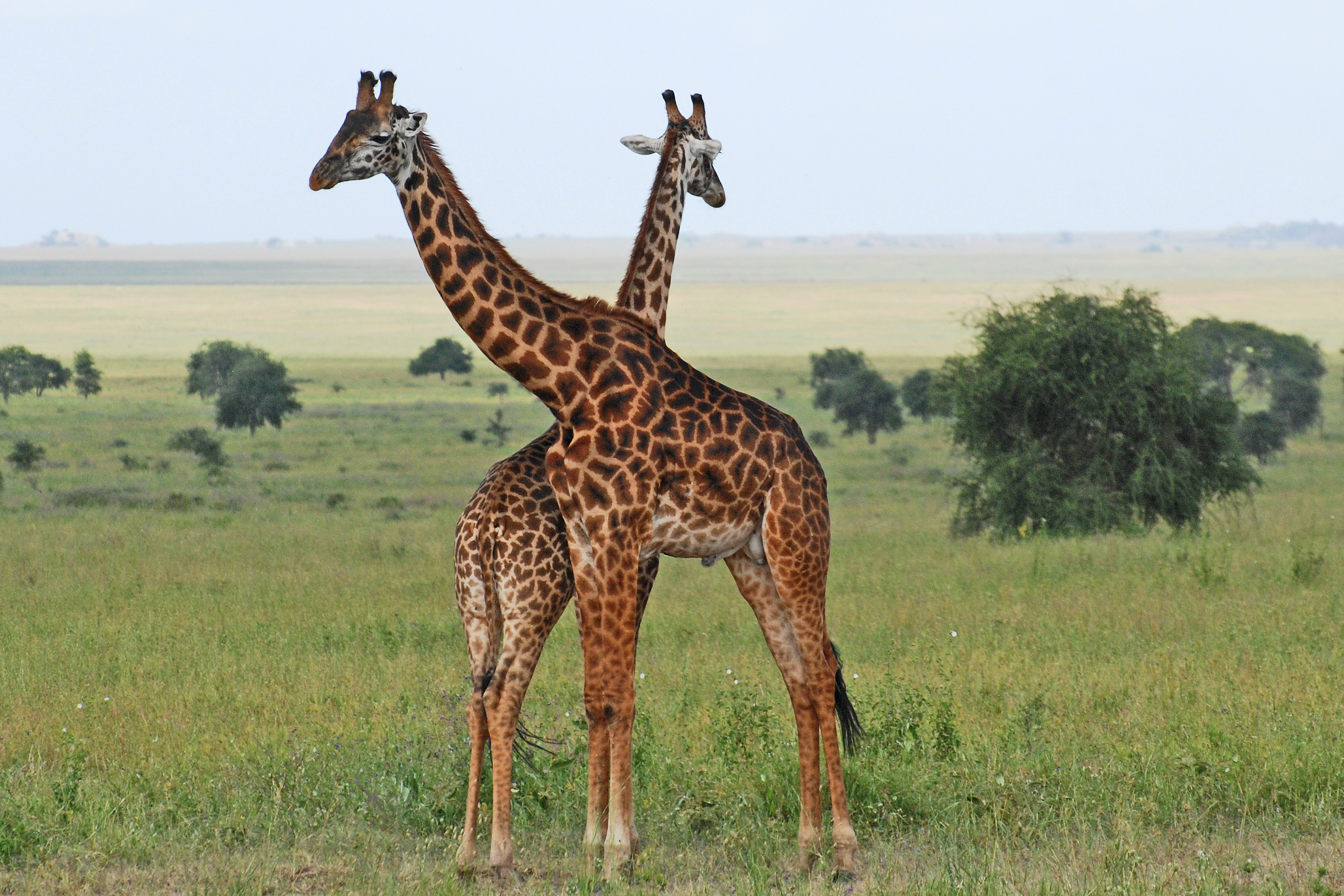
Jirafas en el este del Serengueti.

Los gobiernos de Tanzania y Kenia mantienen una serie de zonas protegidas, como parques nacionales, áreas de conservación y cotos de caza, que protegen legalmente más del 80% del Serengueti.
Cerca del lago Victoria, se han desarrollado llanuras aluviales a partir de antiguos lechos lacustres.
En el extremo noroeste, los bosques de acacias son sustituidos por bosques frondosos de Terminalia-Combretum, debido a un cambio geológico. Esta zona es la más lluviosa del sistema y constituye un refugio para los ungulados migratorios al final de la estación seca.

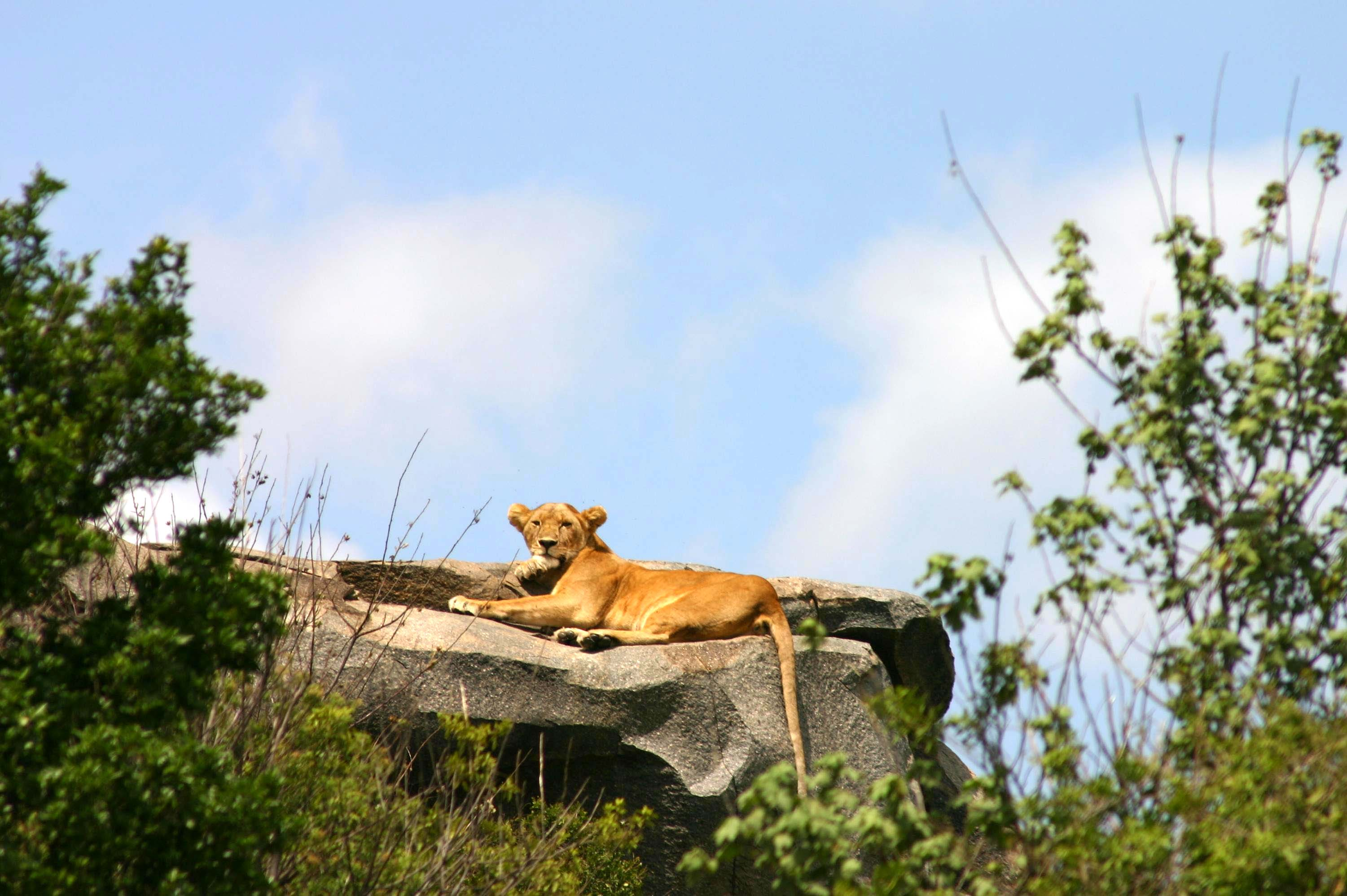
Leona en un kopje, o saliente rocoso.

Las altitudes en el Serengueti oscilan entre los 920 y los 1.850 metros, con temperaturas medias que oscilan entre los 15 y los 25 °C (59 y 77 °F). Aunque el clima suele ser cálido y seco, las precipitaciones se producen en dos estaciones lluviosas: De marzo a mayo, y una temporada más corta en octubre y noviembre. Las precipitaciones oscilan entre un mínimo de 508 milímetros en las llanuras del Ngorongoro y un máximo de 1.200 milímetros a orillas del lago Victoria.
La zona también alberga el Zona de conservación del Ngorongoro, que contiene el cráter del Ngorongoro y la garganta de Olduvai, donde se han encontrado algunos de los fósiles de homínidos más antiguos.

## En los medios de comunicación
- En 1993, el artista de soft rock Dan Fogelberg grabó una canción titulada "Serengeti Moon" para su álbum de estudio River of Souls. Se trata de una canción de amor de temática africana sobre una pareja que hace el amor bajo la luna del Serengueti.
- El guitarrista canadiense Sonny Greenwich grabó una canción titulada "Serengeti" en su álbum de 1994 Hymn to the Earth con la voz de Ernie Nelson.
- Serengeti, una serie de la BBC de seis episodios, narra la vida de algunos de los animales del Serengueti.[28]
- En 1982, el grupo de pop Toto lanzó la canción "Africa" para el álbum TOTO IV. Esta canción contiene Serengeti en su letra.[29]